# Rhododendron platyphyllum
Rhododendron platyphyllum är en ljungväxtart som beskrevs av Adrien René Franchet, Isaac Bayley Balfour och W. W. Sm. Rhododendron platyphyllum ingår i släktet rododendron, och familjen ljungväxter. Inga underarter finns listade i Catalogue of Life.